# Przystań (serial telewizyjny 2010)
Przystań (ang. Haven) – kanadyjski serial telewizyjny luźno oparty na powieści Stephena Kinga Colorado Kid. Premiera serialu miała miejsce 9 lipca 2010 r. na kanale Syfy. 9 listopada 2012 ogłoszono, że seria została prolongowana do 4 serii, która również miała 13 odcinków. 28 stycznia 2013 SyFy zamówiło podwójny, 26-odcinkowy sezon serialu.
18 sierpnia 2015  roku, stacja SciFi ogłosiła zakończenie produkcji serialu po 5 sezonie.

## Opis fabuły
Bystra i pewna siebie agentka FBI Audrey Parker (Emily Rose) ma za sobą tajemniczą przeszłość związaną z dzieciństwem i pewną otwartość na zjawiska paranormalne. Prowadząc rutynową sprawę trafia do małego miasteczka Haven w stanie Maine, by wkrótce odkryć, że pozornie spokojna, portowa miejscowość boryka się z plagą nadprzyrodzonych wydarzeń, które miejscowi określają jako powrót kłopotów. W trakcie dochodzenia odkrywa, że jej matka, której nigdy nie znała, również była związana z tajemniczym miasteczkiem.

## Obsada
- Emily Rose jako Audrey Parker – agentka FBI która, podążając za dowodami trafia do Haven. Postanawia pozostać w miasteczku na dłużej, gdy w starej gazecie znajduje zdjęcie kobiety, która wygląda jak ona. Kobieta ta prawdopodobnie jest jej matką. Audrey dorastała jako sierota. W miasteczku nawiązuje współpracę z lokalnymi władzami, prowadząc dochodzenia w sprawach związanych z kłopotami.
- Lucas Bryant jako Nathan Wournos – policjant w Haven, który po przybyciu do miasteczka Audrey, staje się jej partnerem. Jak sam podejrzewa, najprawdopodobniej w wyniku kłopotów, jego organizm nie reaguje na ból, ani żadne inne fizyczne bodźce. Jest powściągliwy, ze względu na swoje schorzenie, wyizolowany. Z zaskoczeniem odkrywa fakt, że jest w stanie poczuć dotyk Audrey.
- Eric Balfour jako Duke Crocker – zajmuje się transportem oraz przemytem nie do końca legalnych dóbr. Formalnie prowadzi restaurację, którą otrzymał od swojego przyjaciela, który dotknięty kłopotami musiał z niej zrezygnować. Od jednej z dotkniętych dowiedział się, że zostanie zabity przez mężczyznę z charakterystycznym tatuażem na ramieniu.
- Richard Donat jako Vince Teagues – wspólnie z bratem prowadzi lokalną gazetę. Vince jest również rysownikiem, często współpracuje z lokalnymi władzami przy sporządzaniu portretów pamięciowych.
- John Dunsworth jako Dave Teagues – wspólnie z bratem Vincentem prowadzi lokalną gazetę. Jest fotografem amatorem i członkiem miejscowego klubu łowieckiego.
- Nicholas Campbell jako Garland Wournos - szef policji Haven. Dla swojego syna, Nathana jest bardzo surowy, przyznając, że stara się go zahartować, aby ten lepiej mógł poradzić sobie z powrotem kłopotów. Widząc, że Audrey doskonale radzi sobie z niecodziennymi wydarzeniami w Haven, zaoferował jej pracę i pomoc w odnalezieniu mordercy Colorado Kida i identyfikacji kobiety ze zdjęcia w gazecie.

## Odcinki
| Sezon | Sezon | Odcinki | Oryginalna emisja | Oryginalna emisja   | Oryginalna emisja    | Oryginalna emisja | Oryginalna emisja |
| Sezon | Sezon | Odcinki | Premiera sezonu   | Finał sezonu        | Premiera sezonu      | Finał sezonu      |                   |
| ----- | ----- | ------- | ----------------- | ------------------- | -------------------- | ----------------- | ----------------- |
|       | 1     | 13      | 9 lipca 2010      | 8 października 2010 | 10 października 2010 | 23 grudnia 2010   |                   |
|       | 2     | 13      | 15 lipca 2011     | 6 grudnia 2011      | 12 października 2011 | 28 grudnia 2011   |                   |
|       | 3     | 13      | 21 września 2012  | 17 stycznia 2013    | 6 stycznia 2013      | 31 marca 2013     |                   |
|       | 4     | 13      | 13 września 2013  | 13 grudnia 2013     | 8 lutego 2014        | 3 maja 2014       |                   |
|       | 5     | 26      | 11 września 2014  | 17 grudnia 2015     | 12 listopada 2014    | 17 lutego 2016    |                   |